# Yeşiltaş, Çınar
Yeşiltaş là một xã thuộc huyện Çınar, tỉnh Diyarbakır, Thổ Nhĩ Kỳ. Dân số thời điểm năm 2008 là 424 người.